# 萧廷珍
萧廷珍，河南光州（今河南潢川）人，是一名清朝政治人物。
萧廷珍曾于1866年接替吴炳经任奉贤县知县一职，1866年由葛兆堂接任。